# Artemi Aroniszydze
Aroniszydze Artemi (gruz. არტემ არონიშიძე; ur. 8 października?/20 października 1891 w Konczkati w Gurii, zm. 22 kwietnia 1950 we Wrocławiu) – gruziński oficer kontraktowy w Wojsku Polskim, major.

## Życiorys
Syn Michała i Niny z domu Cytlidze. Absolwent szkoły oficerskiej w Tyflisie. Po inwazji bolszewików na Gruzję w 1921 roku ewakuowany z kraju. Od roku 1922 w Polsce. Jako oficer kontraktowy służył w 63 pułku piechoty w Toruniu. W Centrum Wyszkolenia Piechoty w Rembertowie ukończył kurs unifikacyjny dla majorów.
Od 1935 roku był dowódcą II batalionu w 63 pp w Toruniu, którym dowodził także podczas wojny obronnej w 1939 roku. Uczestniczył w obronie Warszawy, gdzie dowodził od 11 września do kapitulacji Warszawy II batalionem 41 pułku piechoty na Pododcinku „Zachód” (Wola). Odznaczony Orderem Virtuti Militari. Po kapitulacji Warszawy trafił do niemieckiej niewoli. Od połowy 1941 roku przebywał w karnym obozie pod Dreznem, gdzie osadzono go za odmowę wyjścia z oflagu. 
Zwolniony z obozu w 1942 roku. Wrócił do Warszawy i jako Jan Pilecki wstąpił do Armii Krajowej. Pod koniec wojny został komendantem Inspektoratu AK Piotrków Trybunalski. Tam w marcu 1945 roku został aresztowany przez NKWD. Po torturach został przekazany łódzkiemu UBP, gdzie oczekiwał na wyrok śmierci „za działalność na szkodę Armii Czerwonej”. Zwolniony na mocy amnestii w lipcu 1945 roku.

## Ordery i odznaczenia
- Krzyż Srebrny Orderu Virtuti Militari
- Złoty Krzyż Zasługi (25 maja 1939)[2]

## Upamiętnienie
- 22 marca 2020 r., uchwałą Rady m. st. Warszawy, rondu na skrzyżowaniu ul. Opaczewskiej i al. Bohaterów Września na warszawskich Szczęśliwicach nadano nazwę Ronda Artemiego Aroniszydzego[3].